# Arnästjärnen
Arnästjärnen är en sjö i Forshaga kommun i Värmland och ingår i Göta älvs huvudavrinningsområde. Sjön har en area på 0,202 kvadratkilometer och ligger 65,3 meter över havet.

## Delavrinningsområde
Arnästjärnen ingår i det delavrinningsområde (661347-136409) som SMHI kallar för Utloppet av Visten. Medelhöjden är 103 meter över havet och ytan är 98,63 kvadratkilometer. Räknas de 9 avrinningsområdena uppströms in blir den ackumulerade arean 190,6 kvadratkilometer. Kvarntorpsån (Gårdsjöälven) som avvattnar avrinningsområdet har biflödesordning 2, vilket innebär att vattnet flödar genom totalt 2 vattendrag innan det når havet efter 273 kilometer. Avrinningsområdet består mestadels av skog (53 procent). Avrinningsområdet har 32,29 kvadratkilometer vattenytor vilket ger det en sjöprocent på 32,7 procent.